# Clemens Schickentanz

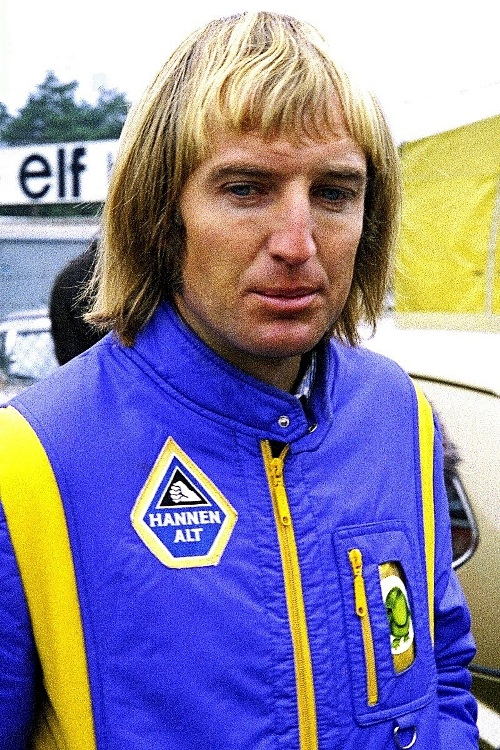
Clemens Schickentanz, 1975

Clemens Schickentanz (* 24. Mai 1944 in Coesfeld) ist ein ehemaliger deutscher Automobilrennfahrer.

## Karriere
Schickentanz startete 1967 seine Rennfahrerlaufbahn im Tourenwagensport. Im selben Jahr errang er seinen ersten Klassensieg bei der ADAC-Junioren Trophy in Zandvoort mit einem BMW 2000 TI in der Tourenwagenklasse 2000 und wurde Dritter im Gesamtergebnis. Ebenfalls 1967 und in den folgenden Jahren fuhr er erfolgreich mit BMW-, Alfa-Romeo- und Porsche-Rennwagen in der Deutschen Automobil-Rundstrecken-Meisterschaft (DARM) und anderen Tourenwagenrennen gute Platzierungen und auch Siege in der GT-Klasse ein.
1968 fuhr er beim 24-Stunden-Rennen von Spa-Francorchamps mit Hans-Dieter Dutsi und Josef von Kerckerinck auf einem Alfa Romeo 1300 GT Junior auf dem 12. Gesamtrang und dem 1. Platz in der Gruppe 5 1.3 zu seinem ersten Langstreckenrennerfolg. 1970 siegte Schickentanz mit Hans-Joachim Stuck beim ersten 24-Stunden-Rennen auf dem Nürburgring auf einem BMW 2002 TI und feierte den ersten Gesamtsieg. Beim 24-Stunden-Rennen von Spa-Francorchamps in der Tourenwagen-Europameisterschaft 1971 gelang ihm zusammen mit Hans Heyer ein Achtungserfolg, als sie mit einem von AMG zum 6,8-Liter-Rennwagen umgebauten Mercedes 300 SEL 6.3 den 2. Gesamtplatz und den Klassensieg der Division 3 erreichten. 1978 wieder mit Hans Heyer und 1980 mit Jörg Denzel wiederholte er seine Renneinsätze für AMG auf einem Mercedes-Benz 450 SLC in der Tourenwagen-Europameisterschaft.
In der Deutschen Rennsport-Meisterschaft (DRM) fuhr er in der 1. Division regelmäßig ab 1972 bis 1976 bei den Rennläufen auf dem Nürburgring und Hockenheim. 1973 nahm er an einer kompletten Rennsaison teil und erreichte dort den 6. Platz in der Gesamtwertung. 1972 bis 1975 bestritt Schickentanz Renneinsätze für die Rennteams Oldenkott Pipe and Tobacco Racing, Samson Kremer und zuletzt für Tebernum Porsche Racing mit einem Porsche 911 Carrera RSR in der Europameisterschaft für GT-Fahrzeuge. Sein größter Erfolg in seiner Laufbahn war 1973 der Titelgewinn in dieser Rennserie. 1974 konnte er in der Europameisterschaft für GT-Fahrzeuge sich den 3. Gesamtplatz sichern. Er fuhr neben vielen verschiedenen GT- und Tourenwagenrennen auch einige Rennen in der 2-Liter-Sportwagen-Europameisterschaft und in der Interserie. Dort pilotierte er ab 1971 einen Chevron B19 Ford und ein Jahr später einen Chevron B21-BMW. Seine beste Platzierung mit einem 2-Liter-Sportprototypen-Rennwagen war 1971 beim Südwest-Pokal Hockenheim der 7. Rang.
Von 1971 bis 1976 und nach Unterbrechungen auch in den Jahren 1978, 1983 und 1984 fuhr er mit Porsche-Rennwagen angefangen vom 911 S, 911 Carrera RSR über 934, 935/77A bis hin zum Porsche 956 Rennen in der Sportwagen-Weltmeisterschaft. Dort errang der zusammen mit seinen Fahrerkollegen wie Erwin Kremer, Jürgen Neuhaus, Paul Keller, Jürgen Barth oder Hartwig Bertrams etliche Spitzenresultate und Klassensiege.
Fünfmal startete er beim 24-Stunden-Rennen von Le Mans, in dem er 1973 den 8. Platz und 1983 den 4. Platz der Gesamtwertung erreichte. 1984 beendete Schickentanz nach dem 1000-km-Rennen von Silverstone seine Rennfahrerkarriere.

## Statistik

### Le-Mans-Ergebnisse
| Jahr | Team                     | Fahrzeug                | Teamkollege      | Teamkollege         | Platzierung            | Ausfallgrund     |
| ---- | ------------------------ | ----------------------- | ---------------- | ------------------- | ---------------------- | ---------------- |
| 1973 | Porsche Kremer Racing    | Porsche 911 Carrera RSR | Paul Keller      | Erwin Kremer        | Rang 8 und Klassensieg |                  |
| 1974 | Polifac Gelo Racing Team | Porsche 911 Carrera RSR | Georg Loos       |                     | Ausfall                | Zündverteiler    |
| 1975 | Joest Racing             | Porsche 911 Carrera RSR | Hartwig Bertrams |                     | Ausfall                | Motorschaden     |
| 1976 | Gelo Racing Team         | Porsche 911 Carrera RSR | Howden Ganley    |                     | Ausfall                | Kraftübertragung |
| 1983 | Joest Racing             | Porsche 956             | Volkert Merl     | Mauricio de Narváez | Rang 4                 |                  |